# Linda Cristal

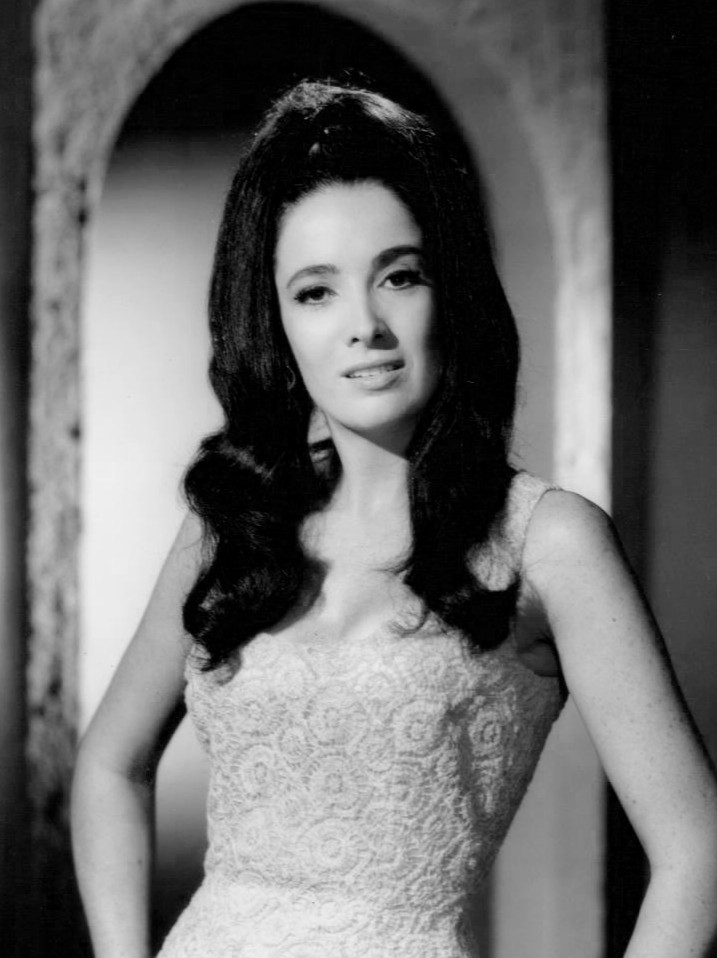
Linda Cristal (1967)

Linda Cristal (* 23. Februar 1931 in Buenos Aires; gebürtig Marta Victoria Moya Burges; † 27. Juni 2020 in Beverly Hills, Kalifornien) war eine argentinische Schauspielerin.

## Leben und Karriere
Die Tochter eines Franzosen und einer Italienerin verlor 1947 ihre Eltern bei einem Verkehrsunfall, dessen einzige Überlebende sie war. Bald danach wurde sie von dem mexikanischen Filmproduzenten Miguel Alemán Velasco, dem Sohn von Staatspräsident Miguel Alemán Valdés, entdeckt. Wegen eines Autounfalls musste sie ihre Karriere unterbrechen. 1959 erhielt sie für ihre Rolle in Urlaubsschein nach Paris den Golden Globe Award im Bereich Beste Nachwuchsdarstellerin. In dem Western Alamo spielte sie 1960 auf Wunsch des Regisseurs und Hauptdarstellers John Wayne die Rolle der Flaca. Ein Jahr später war sie als Filmpartnerin von James Stewart in John Fords Western Zwei ritten zusammen zu sehen.
Weltweite Popularität errang Cristal durch die von 1967 bis 1971 produzierte Western-Serie High Chaparral, in der sie die aus Mexiko stammende Victoria Cannon geb. Montoya, die zweite Ehefrau des Viehzüchters Big John Cannon (Leif Erickson), verkörperte. 1970 erhielt sie den Golden Globe Award im Bereich Beste Serien-Hauptdarstellerin Drama, 1971 wurde sie für die gleiche  Auszeichnung nominiert. Die Zeitschrift Bravo verlieh ihr aufgrund einer Abstimmung ihrer Leser im Bereich Beliebtester weiblicher TV-Star 1970 den Silbernen Otto und 1972 den Bronzenen Otto. 1970 empfing sie einen Bambi.
1985 kehrte sie nach Argentinien zurück und übernahm die Titelrolle in der Seifenoper Rossé, drei Jahre später war sie auch kurzzeitig in der amerikanischen Dailysoap General Hospital zu sehen. Anschließend beendete sie ihre Schauspielkarriere. Sie war von 1958 bis 1959 mit Robert W. Champion und von 1960 bis 1966 mit Yale Wexler (zwei Söhne) verheiratet. Sie starb im Juni 2020 im Alter von 89 Jahren im kalifornischen Beverly Hills.

## Filmografie (Auswahl)
- 1953: El lunar de la familia
- 1953: Genio y figura
- 1954: Con el diablo en el cuerpo
- 1955: El 7 leguas
- 1956: Comanche
- 1956: Enemigos
- 1957: El diablo desaparece
- 1958: Kampf auf Leben und Tod (The Last of the Fast Guns)
- 1958: Der Killer mit der sanften Stimme (The Fiend Who Walked the West)
- 1958: Urlaubsschein nach Paris (The Perfect Furlough)
- 1959: Siete pecados
- 1959: Cry Tough
- 1959: Die Legionen des Cäsaren (Le legioni di Cleopatra)
- 1960: Alamo (The Alamo)
- 1960: La donna dei faraoni
- 1961: Zwei ritten zusammen (Two Rode Together)
- 1964: Le verdi bandiere di Allah
- 1967–1971: High Chaparral (The High Chaparral; Fernsehserie, 96 Folgen)
- 1968: Panic in the City
- 1972: Call Holme (Fernsehfilm)
- 1974: El Chofer (Fernsehserie, 10 Folgen)
- 1974: Das Gesetz bin ich (Mr. Majestyk)
- 1975: Die Toten sterben nicht (The Dead Don’t Die; Fernsehfilm)
- 1977: Love and the Midnight Auto Supply
- 1979: Barnaby Jones (Fernsehserie, 1 Folge)
- 1980: Condominium (Fernsehserie, 2 Folgen)
- 1981: Love Boat (Fernsehserie, Folge The Duel/Two for Julie/Aunt Hilly)
- 1985: Rossé (Seifenoper)
- 1988: General Hospital (Seifenoper)